# Tetsuo Osawa
Tetsuo Osawa (大沢 鉄男, Ōsawa Tetsuo, Iwanai, 14 de junho de 1936) é um ex-ciclista olímpico japonês. Osawa representou seu país durante os Jogos Olímpicos de Verão de 1956, em Melbourne e na edição dos Jogos Olímpicos de Verão de 1960, em Roma.